# Protea convexa
Protea convexa är en tvåhjärtbladig växtart som beskrevs av Henry Phillips. Protea convexa ingår i släktet Protea och familjen Proteaceae. Inga underarter finns listade i Catalogue of Life.